# Pentacentrodes
Pentacentrodes is een geslacht van rechtvleugeligen uit de familie krekels (Gryllidae). De wetenschappelijke naam van dit geslacht is voor het eerst geldig gepubliceerd in 1910 door Bolívar.

## Soorten
Het geslacht Pentacentrodes  is monotypisch en omvat slechts de volgende soort:
- Pentacentrodes tenellus (Karsch, 1893)